# Katedrala Notre-Dame u Amiensu
Katedrala Notre-Dame u Amiensu je remek-djelo gotičke umjetnost i rane francuske gotike. Katedrala je 1981. godine upisana na UNESCO-ov popis mjesta svjetske baštine u Europi.

## Povijest
Stara katedrala u Amiensu, važnom trgovačkom i tekstilnom središtu Francuske sjeverno od Pariza, izgorjela je 1218. godine. Poput katedrale u Chartresu, crkveni službenici su se posvetili da je obnove i izgrade još veličanstveniju građevinu. Sredstva za katedralu su uglavnom došla od crkvenih seoskih posjeda i trgovačkih prihoda. Gradnja je započela 1220. godine i nastavila se sljedećih sedamdeset godina. Rezultat je bio nadmoćni arhitektonski izraz gotičke okomitosti. Glavni brod, koji je širok samo 12 metara ima visinu od nevjerojatna 42 metra, čime se stvara čudesan dojam stremljenja visinama.
U labirintu (izgrađen kao spomenik mitskom graditelju Dedalu, autoru Kretskog labirinta), koji je sada uništen, bila su upisana imena arhitekata katedrale u Amiensu. Tu je bilo istaknuto da je Robert de Luzarches zaslužan za krajnji plan katedrale. Njega je naslijedio Thomas de Cormont, a njega njegov sin Renaud.
Niži dijelovi katedrale su završeni oko 1240. godine.

## Osobitosti
Plan katedrale je primjer sažimanja koje se očituje u smanjivanju mase volumena, što opet dovodi do veće povezanosti brodova, u proširenju srednjeg broda, u skraćenju transepta i uključivanju apsidiola u prostor deambulatorija. To je značilo odricanje od mnogobrojnih volumena, kao odlike romanike, da bi se stvorio što jedinstveniji unutrašnji prostor. Dinamični karakter unutrašnjeg prostora određen je raščlanjenim i otvorenim zidom, koji postoji samo kao propusni skelet, a ne kao zatvorena granica.
Glavni brod je završen u roku od 16 godina i na njemu je usavršen klasični trodijelni interijer koji je uveden u Chartresu. Podjelom na tri pojasa su izbjegnute galerije, ukinuta jedna vodoravna os i produžena okomica, a zid postao još otvoreniji i jedinstveniji. Okomito usmjerenje je prisutno i u svodu, gdje se strmo postavljena rebra sastaju u jednoj točki, a visine transepta izjednačene s visinom glavnog broda. Volumen stupova, zida, svoda, lukova raščlanjuje se i plastički razvodi, tako da svaki dio dobiva svoju vlastitu plastičnu izražajnost. Tanki polustupovi snopastog stupa, bogato profilirani luk, rebra, mrežište prozora postoje kao zasebne plastične vrijednosti. Oni se svojim otvaranjem uklapaju u kompoziciju cjeline.
Izvana okomito usmjerenje potpuno dominira, ostvareno ne samo visinom brodova i tornjevima, već i kontrafornim sustavom i jedinstvenim plastičkim oblikovanjem svih dekorativnih elemenata koji naglašavaju slojevito rastvaranje volumena. Vodoravna podjela fasade potpuno je ukinuta visokim, šiljastim otvorima i dekorativnim elementima (učelci, fijale, galerije itd.) koji nadrastaju iz jednog pojasa u drugi, spajajući ih u jedinstven okomiti potez.
Dinamičnost prostora, koji "teče" kroz napeto pokrenuti volumen, naglašena je i obogaćena efektima svjetlosti filtrirane vitrajima. Mrežište prozora gledano iznutra, zbog djelovanja svjetlosti, izgleda kao tamni linearni grafički kostur. Izvana, gdje je vitraj slijep (bez svjetlosti i boje) nameće se svojim plastičnim vrijednostima. Sastoji se od zakrivljenih traka koje svojim kretanjem tvore stilizirani pravilni oblik cvijeta što uobličuje prostor – svjetlost. Na taj se način kontrolira i ulazak svjetlosti.

## Poveznice
- Gotička arhitektura
- Katedrala Notre-Dame u Parizu
- Katedrala Notre-Dame u Chartresu
- Katedrala u Reimsu

## Vanjske poveznice
- Fotografije katedrale od 360°  Arhivirana inačica izvorne stranice od 30. travnja 2008. (Wayback Machine)